# Katrin Neudolt

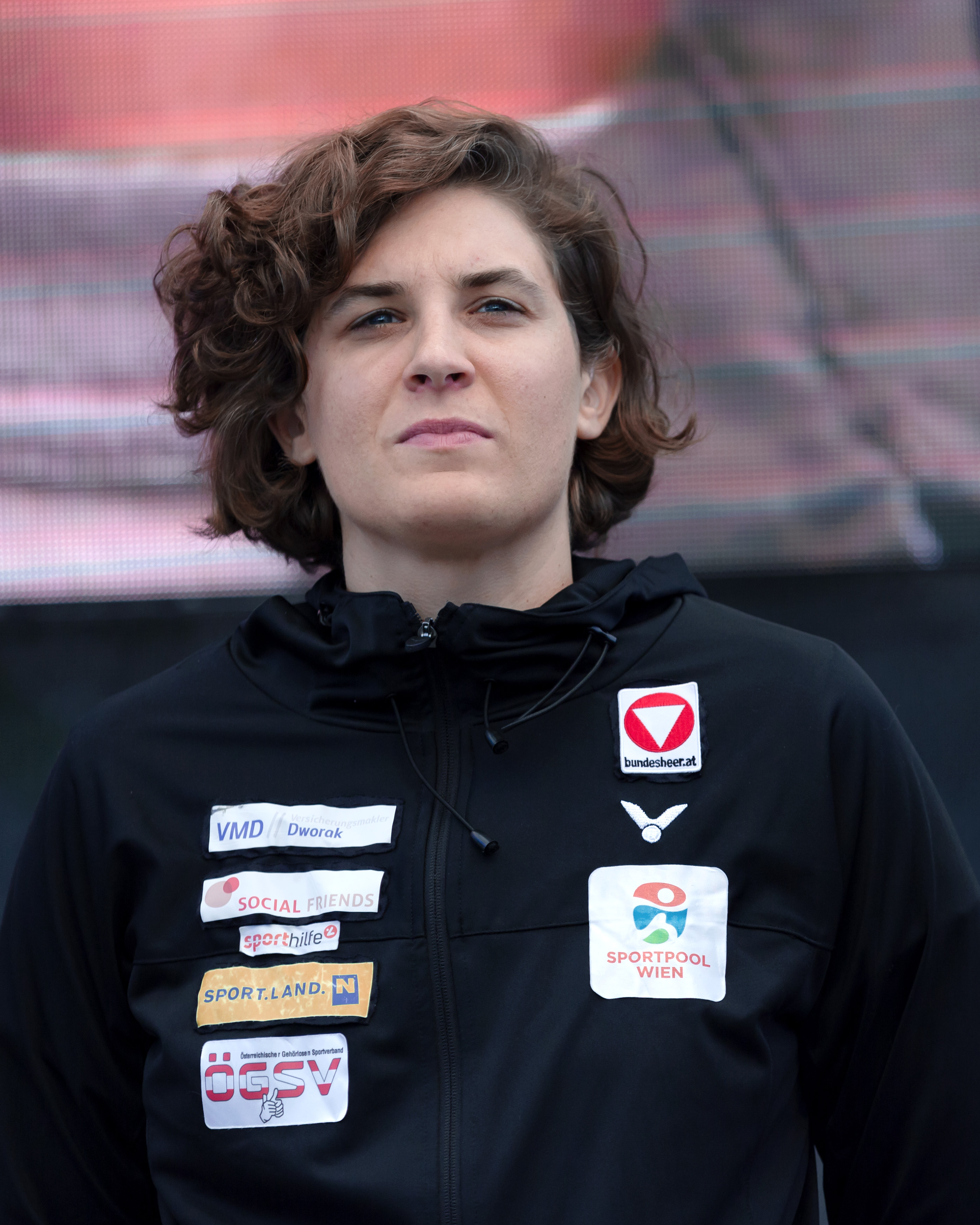
Katrin Neudolt (2019)

Katrin Neudolt (* 11. Mai 1989 in Mödling) ist eine österreichische gehörlose Badmintonspielerin.

## Leben
Katrin Neudolt wuchs in Maria Enzersdorf auf. Zwischen 2008 und 2009 studierte sie an der TU Wien Medizinische Informatik, 2009 bis 2018 am Zentrum für Sportwissenschaft und Universitätssport (ZSU) der Universität Wien Sportwissenschaft und schloss das Studium Bakk. Sportwissenschaften ab. Von 2018 bis 2020 studierte sie den MBA Business & Administration Sport an der FH Burgenland. Vor ihrer Anstellung beim Österreichischen Bundesheer unterrichtete sie zwei Jahre beim BIG (Bundesinstitut für Gehörlosen) speziell in der Expositur Pfeilgasse. Neben ihrer aktiven Athletenkarriere gibt sie Workshops und Vorträge in nonverbaler Kommunikation, coacht Coaches im Umgang mit gehörlosen und schwerhörigen Athletinnen.
Sie ist aktive Heeressportlerin des Heeressportzentrums des Österreichischen Bundesheeres.
Ebenso ist sie die erste gehörlose Badmintonspielerin, die sich für eine Badminton-Europameisterschaft der nicht-behinderten in Spanien qualifizieren konnte (2022).
Katrin Neudolt hat im Alter von 17 Jahren erst die österreichische Gebärdensprache gelernt. Davor war ihrer Familie die Gebärdensprache unbekannt. Sie beherrscht folgende Sprachen: Deutsch, Englisch, ÖGS (österr. Gebärdensprache) und International Sign.

## Sportliche Laufbahn
Seit 1998 spielt sie für ihren Heimatverein Badminton Mödling aus ihrer Heimatstadt in der Bundesliga und konnte bereits mehrere Erfolge auf nationaler sowie auf Landesebene erringen. Auf Grund einer Gehörbeeinträchtigung nimmt sie auch an Turnieren für Gehörlose teil. 2007 war sie Mitglied der österreichischen Mannschaft bei der zweiten Gehörlosenweltmeisterschaft in Mülheim an der Ruhr. Dort belegte sie im Dameneinzel den neunten und im Mixed den elften Platz. Im Folgejahr konnte Neudolt in allen drei möglichen Wettbewerben der Österreichischen Staatsmeisterschaften der Gehörlosen (Einzel, Doppel und Mixed) siegen, sicherte sich in der U-19-Wertung der Österreichischen Meisterschaft den Silberrang im Doppel und dritten Platz im Einzel und erreichte das Doppelfinale der Niederösterreichischen Landes-Meisterschaft in der Erwachsenenwertung. 2009 reiste sie zu den Deaflympics in die taiwanische Hauptstadt Taipeh. Sie scheiterte jedoch sowohl im Einzel als auch im Mixed jeweils in der zweiten Runde. Aus dem Teamwettbewerb fiel Österreich infolge der Verletzung Silke Reisenbergers heraus. Ihre ersten großen Erfolge konnte sie 2014 bei der EM in der Schweiz verbuchen mit dem 2. Platz. 2015 wurde sie erstmals gehörlosen Vize-Weltmeisterin in Sofia, Bulgarien. Erstmals gehörlosen Europameisterin wurde sie 2018 in Trencin, Slowakei. 2019 konnte sie ihren Vize-Weltmeistertitel verteidigen. In der Zwischenzeit wurde sie bereits 4× österreichische Staatsmeisterin bei den nicht-behinderten, welches weltweit kaum geschafft haben. Im Jahr 2021 hätten die Deaflympics in Brasilien stattfinden sollen, auf Grund Covid-19 sind diese auf 2022 verschoben worden. Dort peilte sie den Gewinn einer Medaille an, was ihr auch gelang: Sie holte Silber.

## Auszeichnungen
- Im November 2007 wurde Neudolt vom Österreichischen Gehörlosen Sportverband als Sportlerin des Jahres ausgezeichnet.
- 2018 Deaflympics Athletin des Jahres
- 2019 Sportpreis der Stadt Wien[4][5]
- 2019 Nominierung Sporthilfe Behindertensportlerin des Jahres
- 2019 Nominierung Bundesheer Behinderten Sportlerin des Jahres
- 2020 Nominierung Sporthilfe Behindertensportlerin des Jahres
- Mehrfache gehörlosen Sportlerin des Jahres

## Erfolge (Auswahl)
- 2007: Niederösterreichische Mannschaftsmeisterschaft (U-19)
- 2008: Österreichische Meisterschaft der Gehörlosen (Dameneinzel)
- 2008: Österreichische Meisterschaft der Gehörlosen (Damendoppel)
- 2008: Österreichische Meisterschaft der Gehörlosen (Mixed)
- 2008: Niederösterreichische Landesmeisterschaft (Dameneinzel; U-19)
- 2009: Niederösterreichische Mannschaftsmeisterschaft
- 2010: Niederösterreichische Landesmeisterschaft (Damendoppel)
- 2010: Niederösterreichische Mannschaftsmeisterschaft
- 2011: Österreichische Meisterschaft (Dameneinzel; U-22)
- 2013: Deaflympics 9. Platz
- 2014: Europameisterschaften Gehörlose 2. Platz
- 2015: Weltmeisterschaften Gehörlose 2. Platz
- 2016: Österreichischer Staatsmeisterschaften (nicht-behinderte) 1. Platz
- 2017: Deaflympics 9. Platz (nach Knie Operation)
- 2018: Europameisterschaften gehörlose 1. Platz
- 2019: Hellas International (nicht-behinderten) 2. Platz
- 2019: Weltmeisterschaften Gehörlose 2. Platz
- 2021: Lithuatian International & Austrian Open (nicht-behinderten Turniere) jeweils 5. Platz
- 2021: Österreichische Staatsmeisterschaften nicht-behinderte: 1. Platz
- 2022: Österreichische Staatsmeisterschaften nicht-behinderten: 1. Platz
- 2022: erste Gehörlose, die sich für eine nicht-behinderte Europameisterschaft qualifiziert hat.
- 2022: Deaflympics 2. Platz

## Berufliche Laufbahn und Ehrenamt
Katrin Neudolt hält Vorträge und Workshops zum Bereich non-verbale Kommunikation im Alltag und Sport, außerdem berät sie Coaches im Umgang mit gehörlosen/schwerhörigen Personen. Ehrenamtlich ist sie für den österreichischen Gehörlosen Sportverband als Technische Direktorin tätig.
Sie setzt sich intensiv dafür ein, dass im Sport Gebärdensprachdolmetscher eingesetzt werden. Die Finanzierung von Gebärdensprachdolmetschern im Bereich Sport ist gesetzlich noch nicht verankert. Ebenso setzt sie sich dafür ein, dass gehörlose Athleten adäquat gefördert werden wie nicht-behinderte und Para-Athleten. Aktuell werden gehörlose Athleten sowohl vom Sportministerium als auch andere Förderstelle nicht gleich gefördert. Der Grund liegt im Unwissen über den gehörlosen Sport sowie den Deaflympics, welches die Olympischen Spiele der Gehörlose sind.